# Karl Emil Ståhlberg

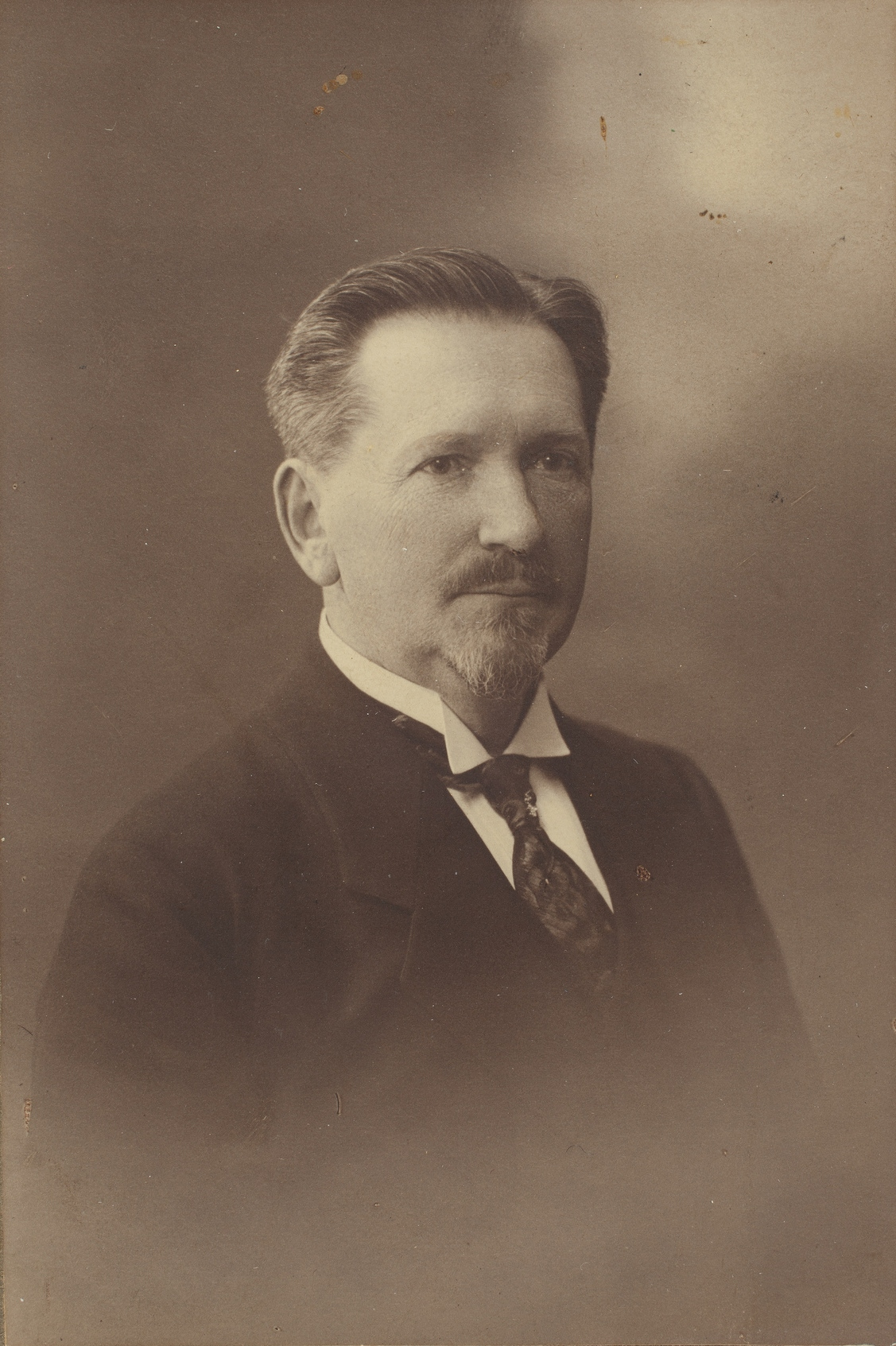
K. E. Ståhlberg.

Karl Emil Ståhlberg, född 30 november 1862 i Kuhmoniemi, död 27 juli 1919 i Helsingfors, var en finländsk ingenjör, fotograf och filmmakare.
K. E. Ståhlberg var Finlands första filmproducent vid Atelier Apollo som mellan 1906 och 1911 producerade ett tiotal korta dokumentärer samt den första finska spelfilmen med en plot: Lönnbrännare (1907).
Han var far till Armas Ståhlberg.